# Pere Vilanova Trias
Pere Vilanova és Catedràtic de Ciència Política i de l'Administració a la Facultat de Dret de la Universitat de Barcelona. D'igual forma, professor al Departament de Dret Constitucional i Ciència Política a la Universitat de Barcelona. D'altra banda, és llicenciat en Filosofia i Lletres i Doctor en Filosofia Contemporània.
Respecte a les seves línies d'investigació trobem qüestions com teoria de conflictes, geopolítica, política internacional i estudis d'àrea (Orient Mitjà, Asia Central).

## Trajectòria professional
Ha estat professor des de 1977 fins a l'actualitat (abans 'Càtedra de Dret Polític'). Més tard, i del 1994 al 1999 va ser Cap d'Estudis de la Llicenciatura de Ciència Política i de l'Administració, i del 1999 al 2003, director del Departament.
També ha impartit classes i seminaris a Nicaragua, Bòsnia i Hercegovina, Sèrbia i Montenegro, França, Regne Unit, Itàlia, Holanda, Mèxic, Estats Units, Canadà, Orient Mitjà, Xina, Japó, entre altres llocs.
Del 1993 al 2003 va ser magistrat del Tribunal Constitucional d'Andorra, i del 2000 al 2002, en va ser el President. L'any 1996 fou Cap de l'Oficina Jurídica de la EUAM (European Union Administration of Mostar). Assessor del Sr. Carlos Westendorp, cap de l'OHR (Office of the High Representative) a Bòsnia i Hercegovina el 1998 i el 2000.
Del 2003 al 2005 va assessorar, per encàrrec de la Unió Europea, l'ANP (Autoritat Nacional Palestina) en matèria de reformes constitucionals. També, ha estat membre de missions exploratòries o d'observació electoral a llocs com Bòsnia i Hercegovina, Palestina, Indonèsia, Àsia central i Haití. Del 2008 a l'agost del 2010 ha estat Director de la Divisió d'Afers Estratègics i de Seguretat (DAES) del Ministeri de Defensa, i el setembre del 2010 es reincorpora a la Universitat de Barcelona.

## Publicacions rellevants
- El sistema internacional. En en Caminal, M. 'Manual de ciencia política'. Tecnos. 1996[7]
- El conflicte d'Orient Mitja. En Punt de Vista nº 11, Fundació Pi Sunyer, Barcelona 2002.[8]
- 2004: bilan politique de l'Espagne. En Pouvoirs, Ed Seuil, Paris. Número. 113 . 2005[2]
- Orden y desorden a escala global. Número. 113. Síntesis. 2005[9]
- Irael-Palestine: a Process of peace or of Obstacles and Assymetries?. En Iemed Yearbook. Volumen Anual. 2012[2]

## Activitats i mèrits
- Membre de la International Political Science Association (IPSA)[2]
- Membre de l'International Advisory Board of Journal of Peace Research, PRIO, Oslo[1]
- Membre de l'International Editorial Board of Global Society: Journal of Interdisciplinary International Relations, Carfax, UK[2]
- Membre de la Junta Directiva d'AECPA (Associació Espanyola de Ciència Política i de l'Administració)[2]
- Membre de l'International Editorial Board de la Revista Global Society: Journal of Interdisciplinary International relations. ISSN: 1360-0826. Carfax (GBR)[2]